# Witpluimmiervogel
De witpluimmiervogel (Pithys albifrons) is een zangvogel uit de familie Thamnophilidae (miervogels).

## Verspreiding en leefgebied
Deze soort komt voor in het noorden en westen van het Amazonebekken en telt twee ondersoorten:
- P. a. albifrons: zuidelijk Venezuela, de Guyana's en noordoostelijk Brazilië.
- P. a. peruvianus: westelijk Amazonebekken.

## Status
De grootte van de populatie is niet gekwantificeerd maar de soort wordt omschreven als vrij algemeen. Op de Rode lijst van de IUCN heeft deze soort de status niet bedreigd.